# 狛江站
狛江站（日语：／ Komae eki */?）是位於東京都狛江市東和泉，屬於小田急電鐵小田原線的鐵路車站。車站編號是OH 16。

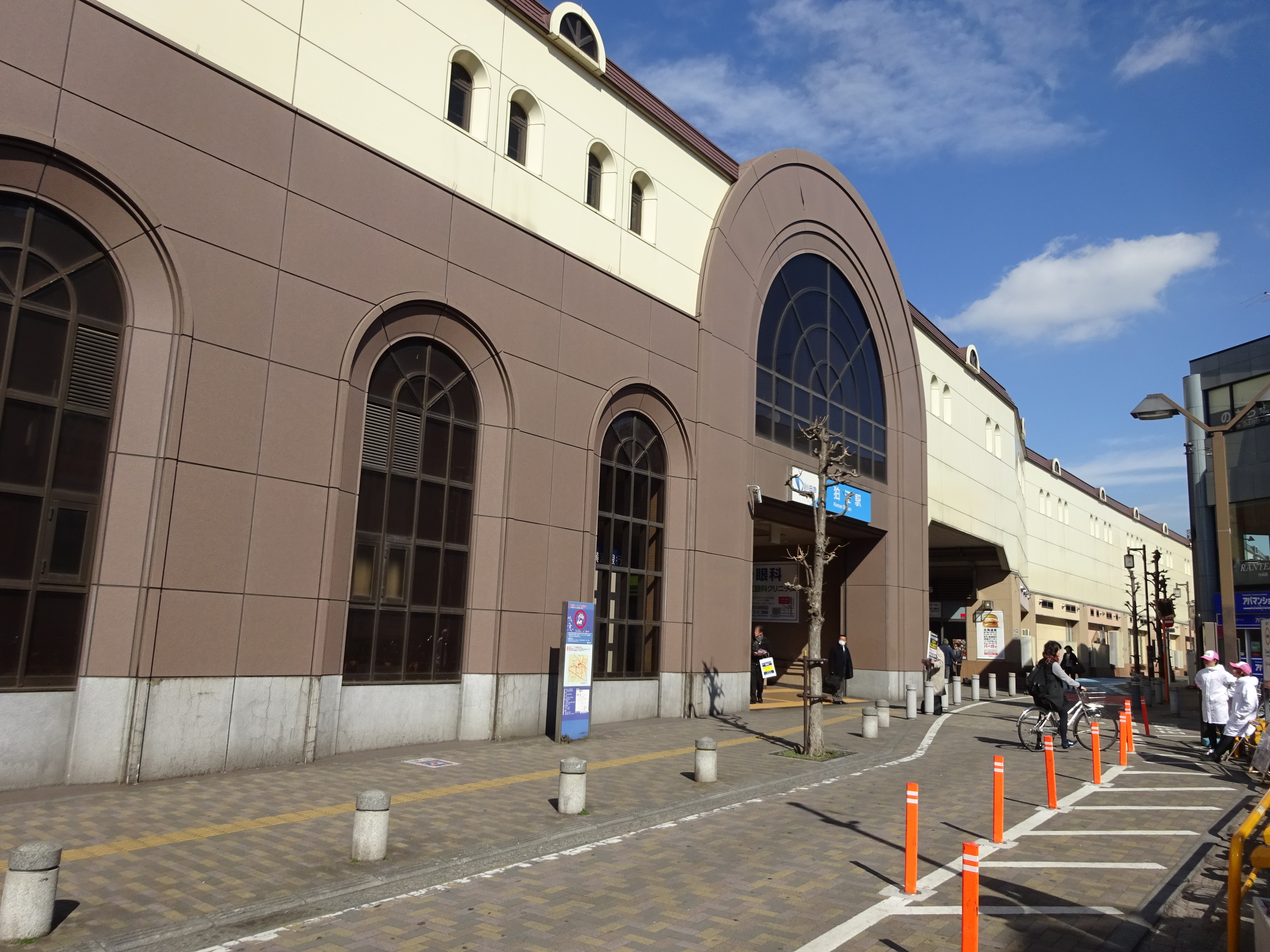
南口（2016年2月）

## 概要
本站是自新宿站算起的第16座（含新宿站）車站，距離新宿站13.8公里。站名取自自治體名「狛江」。本站原先不並在原小田原急行鐵道的計畫中，是在居民請求下增設的車站。因此本站在通車2個月後才啟用。雖位於狛江市中心，但車站周邊為密集的住宅區，難以設置大規模商業設施與巴士總站。隨著鐵路高架化，站前重新開發，完成站前設施「ECORMA」（エコルマ）與北口圓環。
本站與喜多見站和和泉多摩川站同屬成城學園前站管理管區。2004年5月16日起，始發至7:30之間不配置站員。狛江市內的車站僅本站與和泉多摩川站。而喜多見站有部分月台位於狛江市內。

## 歷史

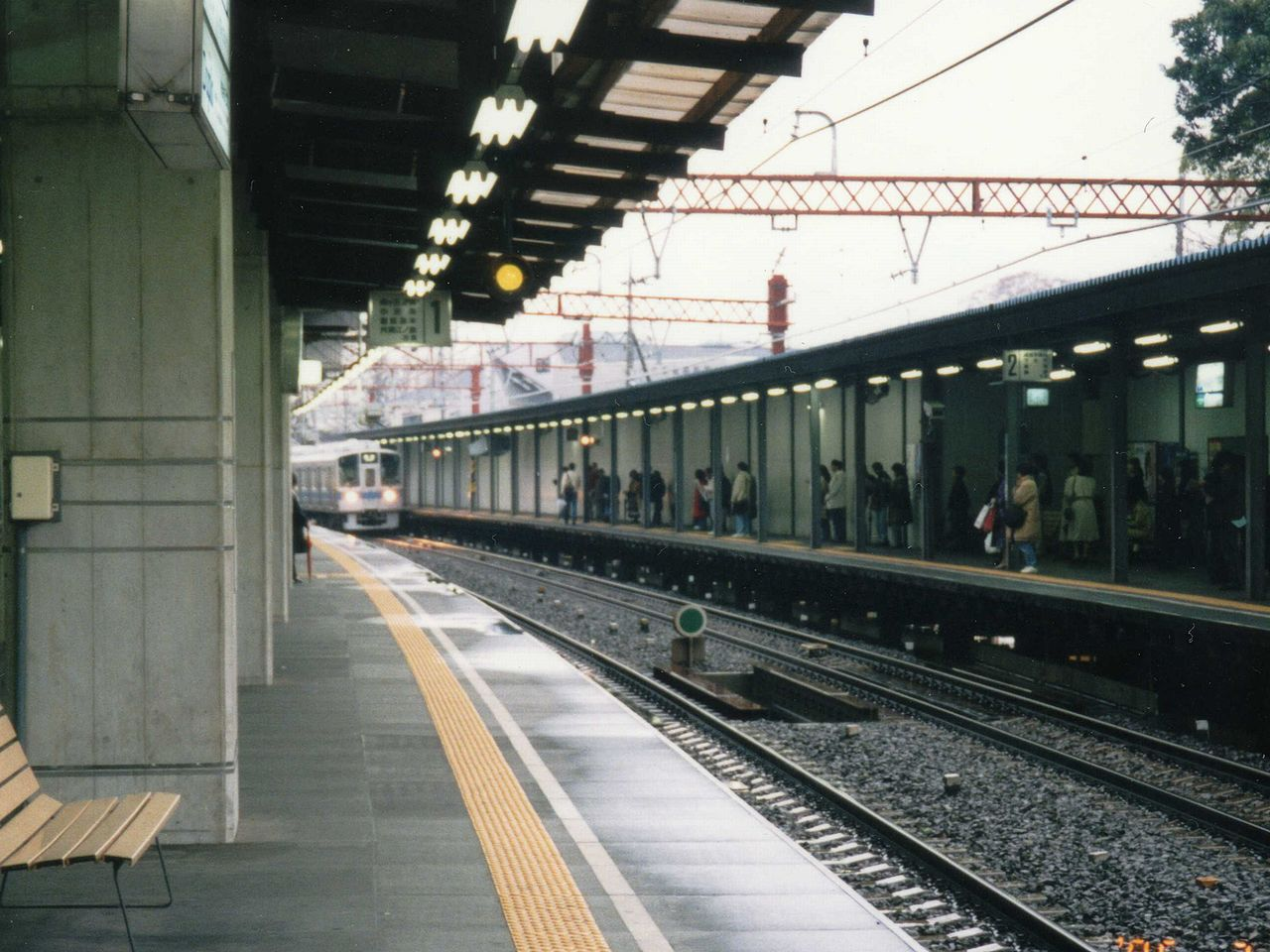
高架化前的狛江站月台（1995年3月）

- 1927年（昭和2年）5月27日：車站啟用。
- 1937年（昭和12年）9月1日：開往片瀨江之島站的直通車開始停靠此站（開往小田原站的直通車則不停站）。
- 1948年（昭和23年）9月：櫻準急開始停靠此站。
- 1951年（昭和26年）4月：準急開始停靠此站。
- 1964年（昭和39年）11月5日：準急開始不停此站。
- 1996年（平成8年）12月1日：開始使用新的上行線月台。
- 1997年（平成9年）
  - 3月：喜多見－和泉多摩川路段複線化工程完工。
  - 6月23日：複線開始投入服務。
- 1998年（平成10年）5月28日：商場「小田急Marche」啟用。
- 2004年（平成16年）
  - 5月16日：早上首班車開出直至上午七時半前，無任何站員在車站內。
  - 12月11日：區間準急開始停靠此站。
- 2016年（平成28年）3月26日：區間準急廢除，僅停靠各站停車。
- 2018年（平成30年）3月17日：睽違54年成為準急停靠站[2][3]。

### 站名由來
高麗人來到日本歸化之地，稱「狛（高麗）之里」，後演變為「狛江」。

### 舊站房
站房、線路在地面。站房在下行月台側，有天橋通往上行月台。上行月台設有臨時剪票口。

## 車站結構

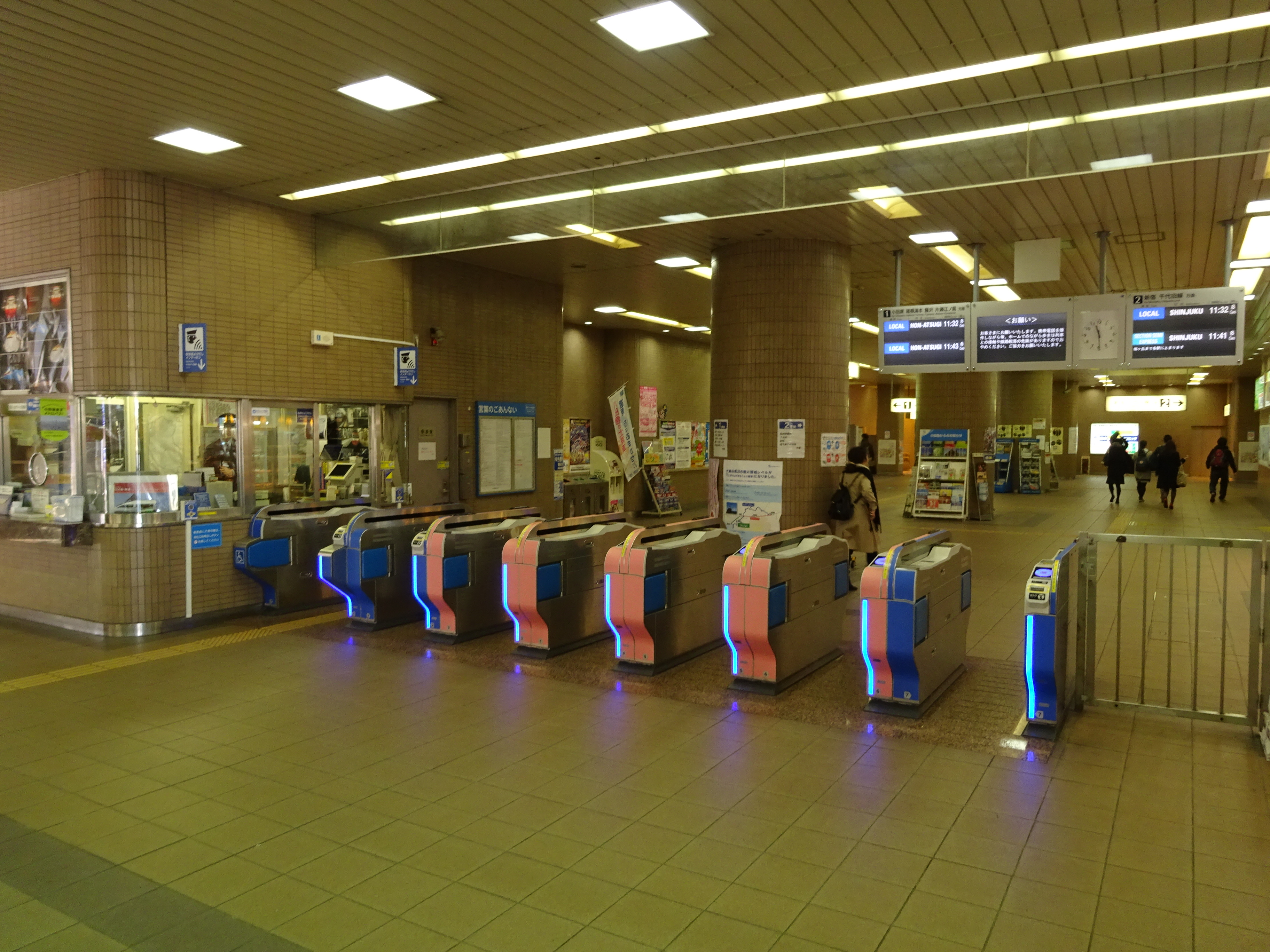
驗票閘口（2016年2月）

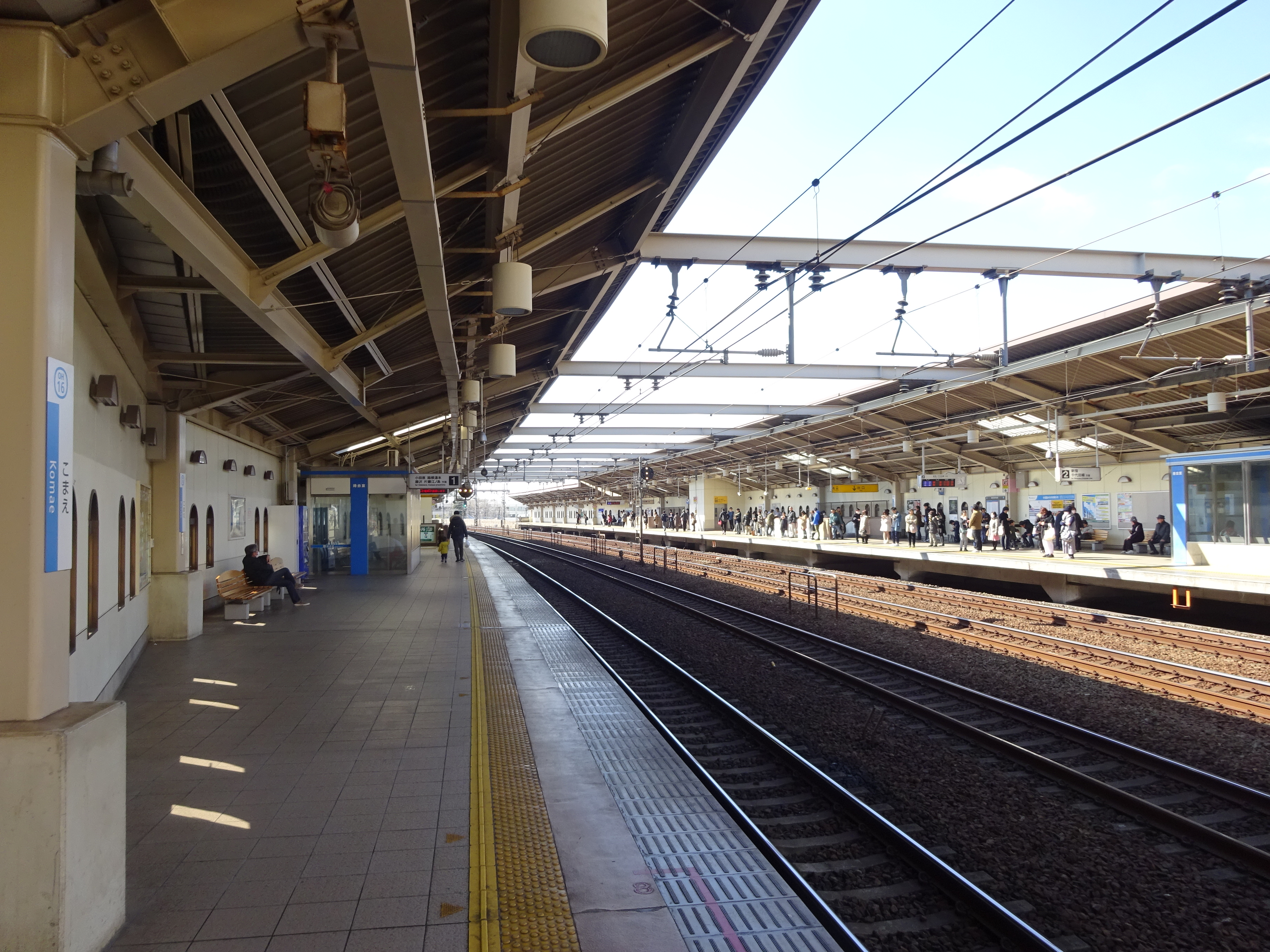
月台（2016年2月）

本站為設有通過線的對向式月台2面4線的高架車站。線路和月台在高架上，驗票口則位於地上，且僅設於喜多見站側一處。本站擁有北側、南側與驗票口正面三個出口。屋頂僅覆蓋月台。站房兩側高架下為商業設施與自行車停車場。由於小田原線在狛江市內轉彎，本站月台是稍微彎曲的設計。
本站的站體內外側與驗票口層採用淺棕色，月台層採用白色作為基調。出入口附近的裝飾、驗票口層的窗框、月台層的窗框則採用深棕色，上部統一為半圓狀設計。月台屋頂與和泉多摩川站採用直線狀設計，而月台的有效長度可停靠10輛編組車輛。
2013年12月，站內設置發車顯示器。2013年9月1日，進站音樂採用狛江市歌《水と緑のまち》
| 月台   | 路線      | 方向 | 軌道   | 目的地                                 |
| ------ | --------- | ---- | ------ | -------------------------------------- |
| 1      | 小田原線  | 下行 | 緩行線 | 小田原、箱根湯本、藤澤、片瀨江之島方向 |
| 通過線 | □小田原線 | 下行 | 急行線 | （下行列車通過）                       |
| 通過線 | □小田原線 | 上行 | 急行線 | （上行列車通過）                       |
| 2      | 小田原線  | 上行 | 緩行線 | 新宿、千代田線方向                     |

※下行東北澤至登戶間、上行向丘遊園至東北澤間，急行線、緩行線原則上依下述方式使用。
〔急行線〕
 □浪漫特快、■快速急行、□通勤急行、■急行，以及成城學園前站至經堂站間的□通勤準急。
〔緩行線〕
■準急、■各站停車，以及上述區間以外的□通勤準急。

### 出入口
- 北口 - 無電梯與電扶梯。
- 南口、正面口 - 剪票口層與站前之間有階梯與斜坡。無電梯與電扶梯。

## 車站設備
由於本站的站房是近年改建，設備較為充實。設有多功能廁所

### 機器
- 自動驗票閘門
- 自動售票機
- 自動精算機

### 設施
- 廁所 - 剪票口內（上行線下方）。
- 飲水處 - 兩月台各有1處。
- 休息區 - 剪票口內2處。
- 候車室 - 兩月台各有1處。
- 電梯 - 連結剪票口層與月台層。兩月台各有1座。
- 電扶梯 - 連結剪票口層與月台層。兩月台各有兩座（上下各一）。

### 商業設備、設施
- 零售店 - OX SHOP位於剪票口外。
- 餐飲店
  - HOKUO（日语：北欧トーキョー）（麵包店）
  - 生蕎麥麵箱根（日语：箱根そば）
- ATM
  - 三井住友銀行 - ATM服務東日本支店狛江出張所。
  - 橫濱銀行 - 登戶支店小田急狛江站出張所。
- 公共電話
- 投幣式置物櫃
- 快速照相

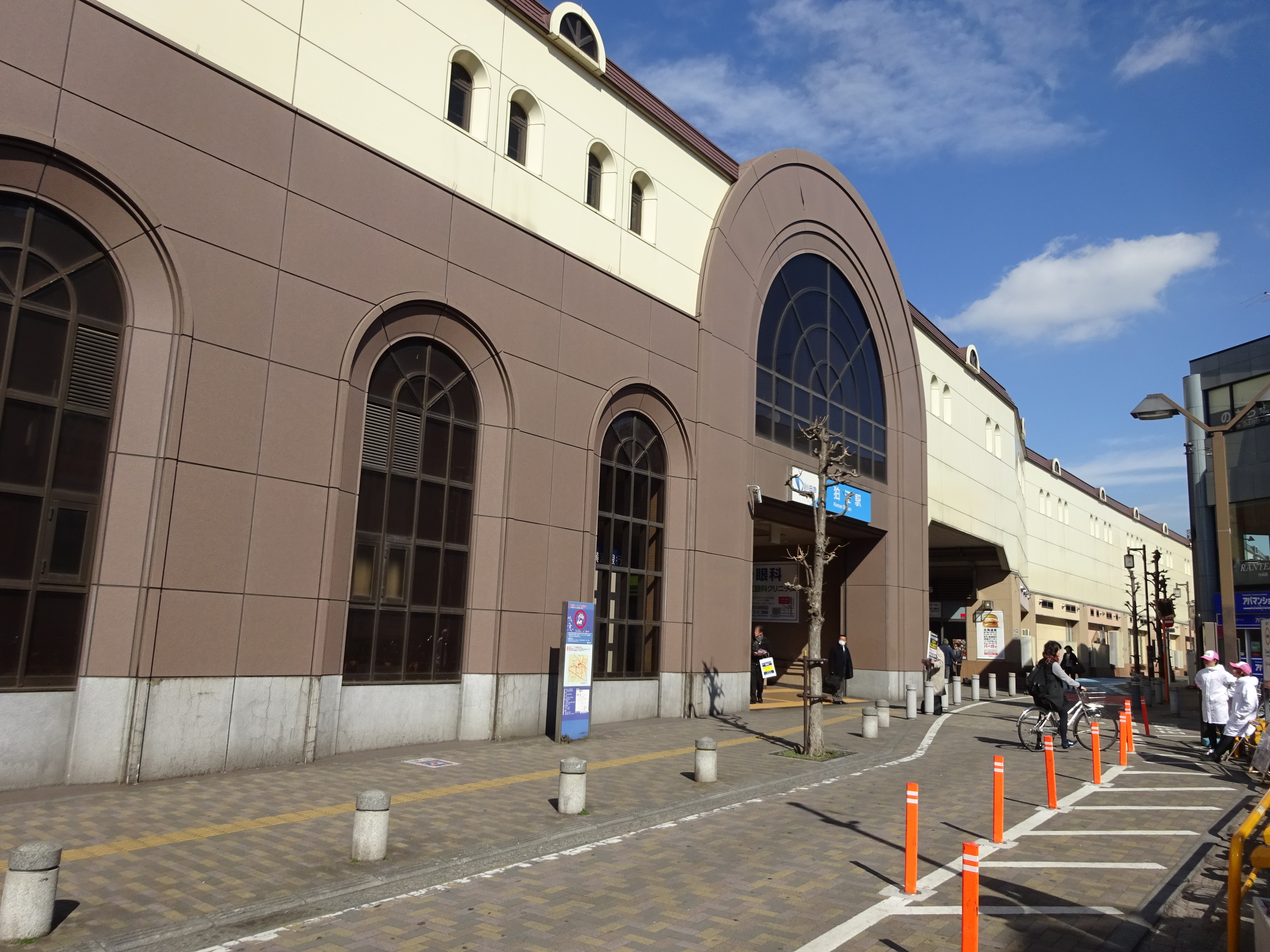
南口（2016年2月）
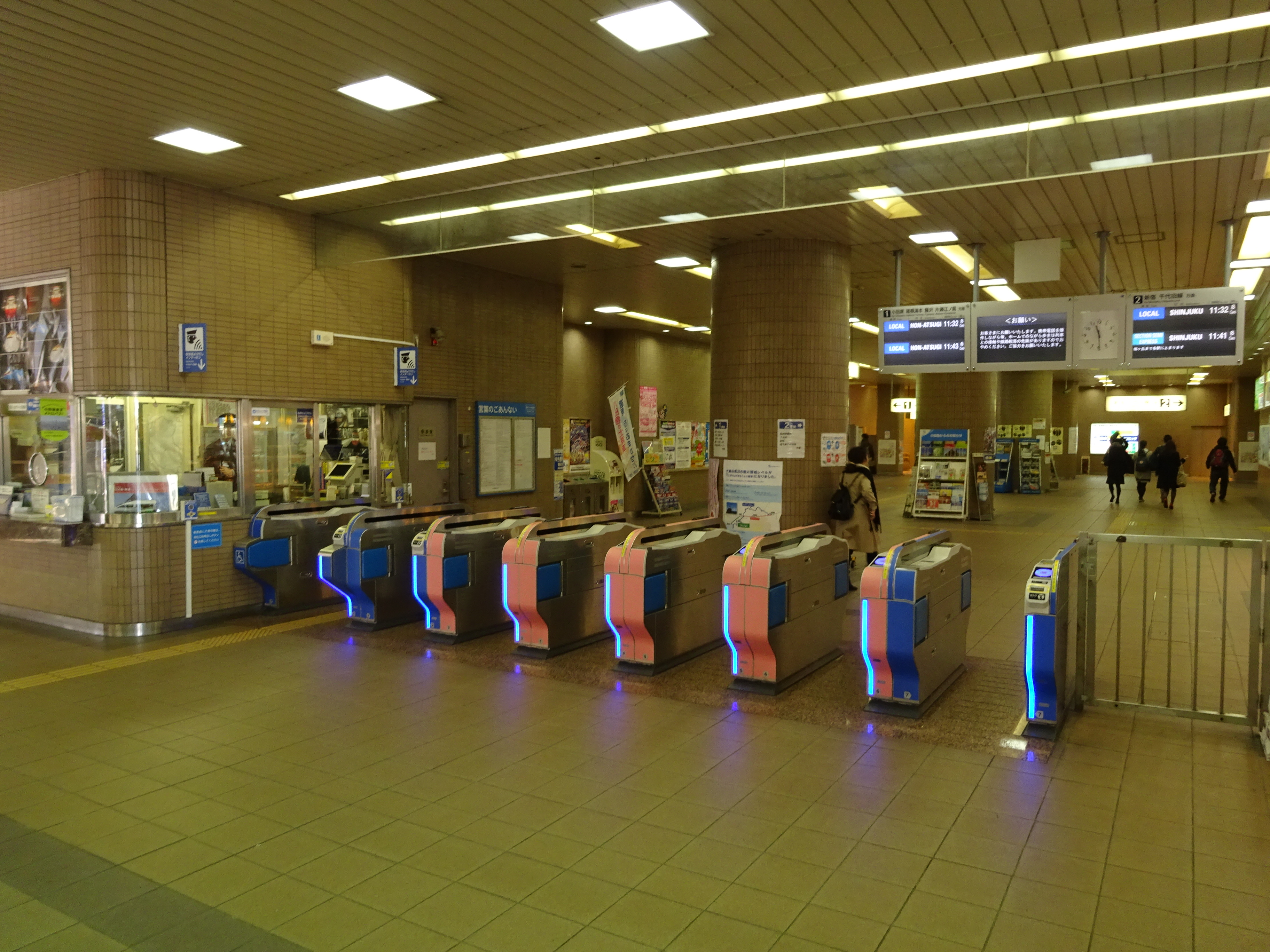
剪票口（2016年2月）
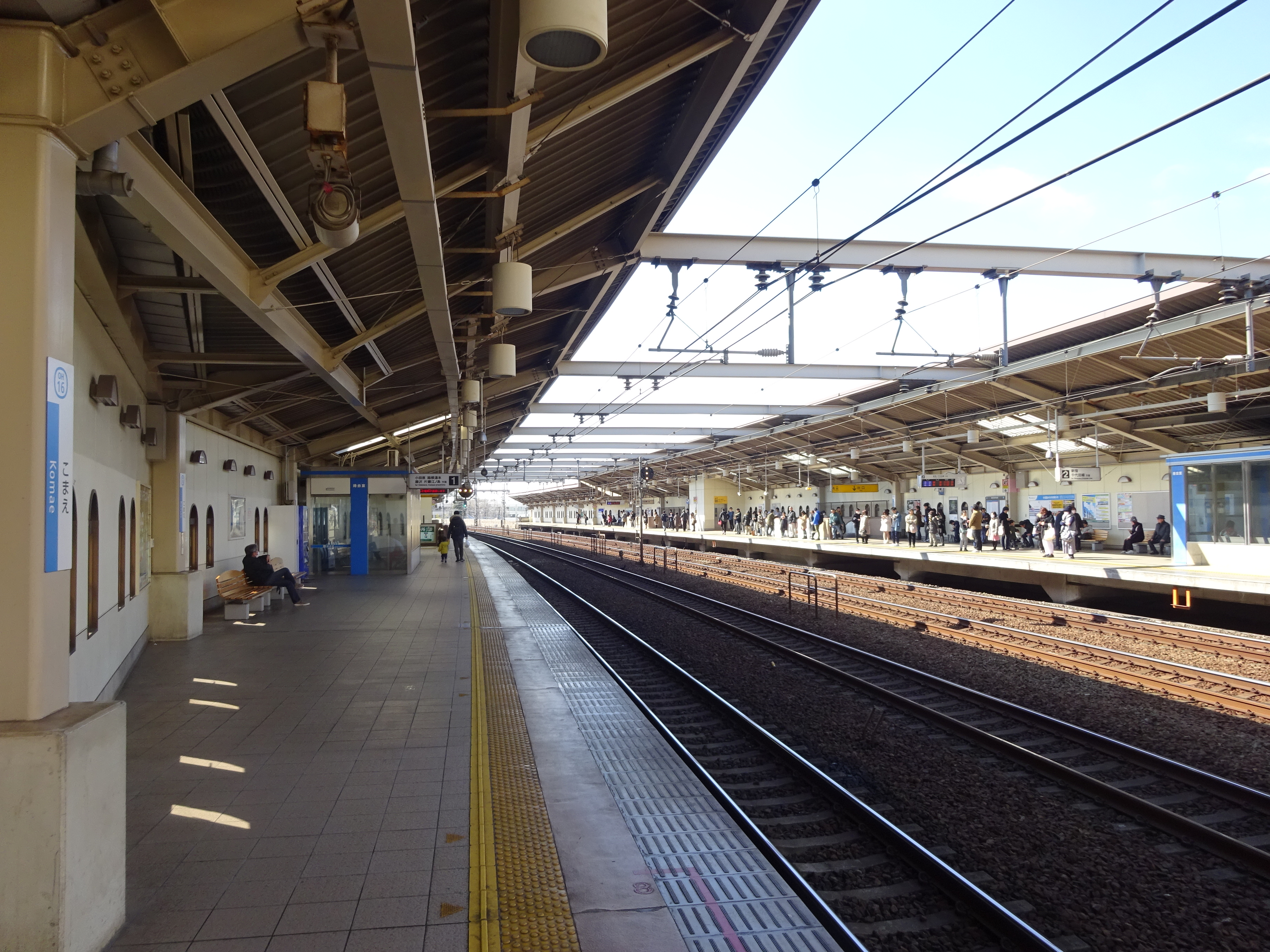
月台（2016年2月）

## 使用情況
2017年度1日平均上下車人次為46,890人，小田急線全部70個車站當中排名26位。
近年1日平均上下車人次、上車人次變化如下表。
| 年度               | 1日平均 上下車人次 | 1日平均 上車人次 | 來源     |
| ------------------ | ------------------ | ---------------- | -------- |
| 1948年（昭和23年） | 3,570              |                  |          |
| 1990年（平成02年） |                    | 22,126           | [ * 1 ]  |
| 1991年（平成03年） | 44,808             | 22,372           | [ * 2 ]  |
| 1992年（平成04年） |                    | 22,079           | [ * 3 ]  |
| 1993年（平成05年） |                    | 21,841           | [ * 4 ]  |
| 1994年（平成06年） |                    | 21,441           | [ * 5 ]  |
| 1995年（平成07年） |                    | 21,615           | [ * 6 ]  |
| 1996年（平成08年） |                    | 21,614           | [ * 7 ]  |
| 1997年（平成09年） |                    | 21,474           | [ * 8 ]  |
| 1998年（平成10年） |                    | 22,197           | [ * 9 ]  |
| 1999年（平成11年） |                    | 21,648           | [ * 10 ] |
| 2000年（平成12年） |                    | 21,433           | [ * 11 ] |
| 2001年（平成13年） |                    | 21,342           | [ * 12 ] |
| 2002年（平成14年） | 42,093             | 21,093           | [ * 13 ] |
| 2003年（平成15年） | 41,718             | 20,964           | [ * 14 ] |
| 2004年（平成16年） | 41,632             | 20,945           | [ * 15 ] |
| 2005年（平成17年） | 41,997             | 21,082           | [ * 16 ] |
| 2006年（平成18年） | 42,533             | 21,425           | [ * 17 ] |
| 2007年（平成19年） | 43,450             | 21,779           | [ * 18 ] |
| 2008年（平成20年） | 43,594             | 21,797           | [ * 19 ] |
| 2009年（平成21年） | 43,202             | 21,597           | [ * 20 ] |
| 2010年（平成22年） | 42,738             | 21,329           | [ * 21 ] |
| 2011年（平成23年） | 42,102             | 21,003           | [ * 22 ] |
| 2012年（平成24年） | 43,031             | 21,476           | [ * 23 ] |
| 2013年（平成25年） | 44,158             | 22,049           | [ * 24 ] |
| 2014年（平成26年） | 44,947             | 22,403           | [ * 25 ] |
| 2015年（平成27年） | 45,650             | 22,754           | [ * 26 ] |
| 2016年（平成28年） | 46,431             | 23,137           | [ * 27 ] |
| 2017年（平成29年） | 46,890             |                  |          |

## 車站周邊
北口與南口皆有站前廣場、圓環。北口圓環通往狛江通，南口圓環通往世田谷通。高架下有商業設施小田急Marche狛江。

### 北口
- ECORMA MALL（エコルマホール）
- Odakyu OX狛江店
- 警視廳調布警察署（日语：調布警察署）狛江交番
- 瑞穗銀行狛江支店
- 狛江市役所
- 狛江辯財天池特別綠地保全地區（日语：狛江弁財天池特別緑地保全地区）

### 南口
- 狛江站前郵便局
- 城南信用金庫（日语：城南信用金庫）狛江支店
- 東京都民銀行（日语：東京都民銀行）狛江支店
- JA Minds（日语：マインズ農業協同組合）狛江支店

### 小田急Marche
The New's TSUTAYA狛江店與啓文堂書店狛江店等。

### 巴士路線
狛江站北口
站前圓環可搭乘小田急巴士路線
- 玉08系統 - 往二子玉川站、往調布站南口
- 澀26系統 - 往澀谷站、往調布駅南口
- 狛江營業所（日语：小田急バス狛江営業所）、往成城學園前站南口（出入庫班次）
- 狛01系統 - 往慈惠第三醫院（日语：東京慈恵会医科大学附属第三病院）、往多摩川住宅
- 成05系統 - 往成城學園前站西口
- 境91系統 - 往武藏境站南口
- 丘31系統 - 往杜鵑丘站、往調布站南口（京王巴士東）
- 狛巴士（こまバス） - 狛江市內循環（北路線、南路線）
- 往味之素球場 - 直行班次僅在J聯盟開賽時運行。

狛江站南口
除了以下小田急巴士路線，還有搭乘往京王閣的京王巴士不定期班次。
- 狛11系統 - 往喜多見住宅
- 狛12系統 - 往宇奈根

## 相鄰車站
小田急電鐵
 小田原線

■快速急行、□通勤急行、■急行、□通勤準急
通過
■準急
成城學園前（OH 14）－狛江（OH 16）－登戶（OH 18）
■各站停車
喜多見（OH 15）－狛江（OH 16）－和泉多摩川（OH 17）

## 外部連結
- 狛江 - 小田急電鐵